# Adam Harasim
Adam Marian Harasim (ur. 4 lutego 1948 w Tarnogórze-Kolonii, zm. 31 marca 2023 w Lublinie) – polski agronom, prof. dr hab.

## Życiorys
Urodził się w Tarnogórze-Kolonii, w województwie lubelskim. Jego rodzicami byli Marian i Jadwiga. W latach 1967/1968 odbył wstępny staż pracy w Kluczu Państwowych Gospodarstw Rolnych w Lublinie, w czasie którego ukończył kurs dla kierowników suszarń pasz zielonych i ziemniaków. W 1963 rozpoczął studia na Wydziale Rolniczym Akademii Rolniczej w Lublinie, które ukończył w 1973 i uzyskał tytuł magistra ze specjalnością ekonomika rolnictwa.
27 kwietnia 1982 obronił pracę doktorską Wysokość i struktura plonu pszenicy ozimej i jęczmienia jarego uprawianych w różnych stanowiskach, 24 października 2002 habilitował się na podstawie pracy zatytułowanej Kompleksowa ocena płodozmianów z różnym udziałem roślin zbożowych i okopowych. 3 kwietnia 2009 uzyskał tytuł profesora nauk rolniczych. Awansował na stanowisko profesora w Instytucie Uprawy Nawożenia i Gleboznawstwa - Państwowego Instytutu Badawczego.
Był wiceprzewodniczącym rady naukowej i sekretarzem naukowym w Instytucie Uprawy Nawożenia i Gleboznawstwa - Państwowego Instytutu Badawczego.

## Odznaczenia i wyróżnienia
- 1972: Złota Honorowa Odznaka ZMW[1]
- 1980: Brązowy Krzyż Zasługi[1]
- 1985: Honorowa Odznaka AR w Lublinie[1]
- 1988: Odznaka „Zasłużony Pracownik Rolnictwa”[1]
- 2000: Srebrny Krzyż Zasługi[7]
- 2010: Złoty Medal za Długoletnią Służbę[1]